# Elvio Ubaldi
Elvio Ubaldi (Parma, 26 novembre 1947 – Parma, 2 ottobre 2014) è stato un politico italiano, già vicesindaco, sindaco e poi presidente del consiglio comunale di Parma.

## Biografia
È stato direttore dell'Enaip, il maggiore ente privato di formazione professionale della provincia di Parma.

### Attività politica
Inizia la carriera politica nel Movimento Giovanile della Democrazia Cristiana, costituendo il gruppo popolare del partito assieme ad Ulisse Adorni. I due assieme diedero vita al movimento delle Lenzuolate, in opposizione ad alcune scelte impopolari delle amministrazioni di sinistra, premiato da una straordinaria partecipazione popolare. Nel 1980 entra in Consiglio comunale venendo eletto nelle file della Democrazia Cristiana. Dal 1985 al 1990 ricopre la carica di vicesindaco nella giunta di pentapartito guidata dal sindaco socialista Lauro Grossi.
Nelle elezioni politiche del 1992 sfiora l'elezione alla Camera dei deputati. Nel 1994 fonda il movimento Civiltà Parmigiana, una lista civica di centro. Con questa formazione si candida a sindaco nello stesso anno: non riesce ad accedere al ballottaggio ma entra in Consiglio comunale, dove sarà capogruppo.

#### Sindaco di Parma
Alle elezioni amministrative del 24 maggio 1998 si candida a sindaco con la propria lista civica Civiltà Parmigiana e l'appoggio di Forza Italia e del CCD ma senza quello di AN e della Lega Nord. Al ballottaggio del 7 giugno viene eletto sindaco con il 57,2% dei consensi, superando il candidato del centrosinistra e primo cittadino uscente Stefano Lavagetto, divenendo il primo sindaco di centrodestra della città nel secondo dopoguerra. Alle elezioni amministrative del 26 e 27 maggio 2002 con il 52,2% dei voti è riconfermato sindaco al primo turno; un risultato, l'elezione diretta senza ricorrere al ballottaggio, che nella storia del Comune di Parma nessuno ha raggiunto né prima né dopo di lui. Durante la sua amministrazione ha dato vita ad un vasto processo di trasformazione della città, pur non esente da critiche.

#### Dopo la sindacatura
Alle elezioni amministrative del giugno 2007, non potendosi ricandidare a sindaco per la terza volta consecutiva, garantisce con la propria lista Per Parma con Ubaldi l'elezione a sindaco di Pietro Vignali. Il 15 marzo 2008 si presenta capolista al Senato per l'Unione di Centro in Emilia-Romagna alle elezioni politiche, senza successo in quanto la lista non supera la soglia di sbarramento regionale. Alla fine del 2009 è tra i promotori di Alleanza per l'Italia, il partito fondato tra gli altri da Francesco Rutelli, di cui sottoscrive il Manifesto per il cambiamento e il buongoverno e di cui ospita a Parma la prima assemblea nazionale il 10 dicembre 2009.
Poco dopo l'elezione di Pietro Vignali, Ubaldi inizia a prendere le distanze dal successore in materia di trasparenza degli atti amministrativi e di visione politica e finanziaria, contestando anche alcune opere proposte, fino alla rottura completa avvenuta tra il 2009 e il 2010. Nelle concitate fasi finali della giunta Vignali, che culminarono nelle dimissioni del primo cittadino, Ubaldi ribadì la propria distanza dall'amministrazione comunale in carica all'epoca; l'ennesima diatriba riguardò la surroga di un consigliere. Nelle elezioni amministrative del 2012 si ripresenta come candidato sindaco appoggiato dall'UdC oltre che dalle liste civiche del suo movimento Civiltà Parmigiana e Parma Moderata Libera Solidale, ma non supera il primo turno elettorale pur ottenendo il 16,36% dei consensi.

### Morte
È morto nel 2014 all'età di 66 anni dopo una lunga malattia.

## Vicende giudiziarie
Nel 2011 è stato condannato per colpa grave dalla Corte dei conti, assieme agli assessori della sua ex giunta comunale e della successiva amministrazione Vignali, a causa della stipula di polizze assicurative illegali sui rischi legati agli errori compiuti nell'amministrare e alla responsabilità contabile e amministrativa degli amministratori.